# Ambroisie (genre)
Ambrosia
Pour les articles homonymes, voir Ambroisie et Ambrosia.
Genre
Classification phylogénétique
Le genre Ambrosia regroupe diverses plantes à fleurs de la famille des Astéracées (ou Composées) dont la plus connue est l'Ambroisie à feuilles d'Armoise (Ambrosia artemisiifolia).

## Répartition - Allergénicité
Plusieurs ambroisies produisent des pollens très allergisants et sont considérées comme plantes invasives. « L'ambroisie est dans le top 5 des pollens du pays [la France], car il contient des protéines très allergissantes. Il suffit de quelques grains pour déclencher des symptones », d'après un ingénieur en aérobiologie dont les propos sont repris par le journal Libération. Éternuements, conjonctivite, asthme, fatigue, vers fin juillet/début août et jusque fin septembre : « Pas de doute, c'est l'ambroisie. À cette période de l'année, il n'y a pas d'autres pollens allergissants », explique le même ingénieur. Ces irritations sont accentuées par la présence dans l'air, dans la même période, de particules fines et de pics d'ozone. Avec le réchauffement climatique, l'extension des implantations est plus rapide. « L'ambroisie produit à peu près 1000 graines par pied,qui survivent vingt ans dans le sol », ces graines légères peuvent se répandrent avec les vents sur des centaines de kilomètres. Des conseils et des cartes d'implantation sont diffusées (avec des animations montrant la progression des implantations) grâce à l'action de FREDON France qui pilote un Observatoire des ambroisies. En 2017, ces plantes, venues d'Amérique du Nord, sont intégrées dans le code de la santé publique parmi les espèces végétales nuisibles. Plus une personne est exposée à de fortes concentrations, plus la probabilité qu'elle y devienne sensible est forte. L'espèce majoritaire (tout au moins en France) est l'Ambrosia artemisiifolia, ou ambroisie à feuilles d'armoises, introduite dans les jardins botaniques au XVIIIe siècle, puis accidentellement dans les champs un siècle plus tard, dont la présence est signalée sur une grande partie du territoire français, notamment dans le centre et le Sud, peu présente pour l'instant dans les Hauts-de-France et en Bretagne ou Normandie, même si des zones d'implantation commencent à y être signalées,. L'autre espèce qui inquiète désormais les spécialistes est la trifide ou ambroisie géante ou ambrosia trifida, qui monte plus haut et peut étouffer des culture dans les champs. La troisième espèce à suivre particulièrement est l' ambroisie à épis lisses ou Ambrosia psilostachya, implanté en particulier sur des terrains sablonneux tels qu'en Camargue. 
Il est recommandé de les arracher et détruire avant floraison. Des journées internationales de lutte contre les ambroisies ont lieu chaque année la 2e quinzaine de juin. Une autre solution est aussi examinée dans la lutte contre cette plante envahissante et allergissante, le recours à un insecte, un petit coléoptère, lui aussi originaire d'Amérique du Nord et prédateur naturel de l'Ambroisie.

## Description
Selon l'espèce d'ambroisie, la hauteur de la plante peut varier, de 1,5 mètres à 2 mètres, pour l'ambroisie à feuilles d'armoises, jusque 4 mètres pour l' Ambroisie trifide.

## Espèces
Selon ITIS :
- Ambrosia acanthicarpa Hook.
- Ambrosia ambrosioides (Cav.) Payne
- Ambrosia artemisiifolia L.
- Ambrosia bidentata Michx.
- Ambrosia canescens (Benth.) Gray
- Ambrosia chamissonis (Less.) Greene
- Ambrosia cheiranthifolia Gray
- Ambrosia chenopodiifolia (Benth.) Payne
- Ambrosia confertiflora DC.
- Ambrosia cordifolia (Gray) Payne
- Ambrosia deltoidea (Torr.) Payne
- Ambrosia dumosa (Gray) Payne
- Ambrosia eriocentra (Gray) Payne
- Ambrosia grayi (A. Nels.) Shinners
- Ambrosia × helenae Rouleau
- Ambrosia hispida Pursh
- Ambrosia ilicifolia (Gray) Payne
- Ambrosia × intergradiens Wagner
- Ambrosia linearis (Rydb.) Payne
- Ambrosia maritima L.
- Ambrosia peruviana Willd.
- Ambrosia psilostachya DC.
- Ambrosia pumila (Nutt.) Gray
- Ambrosia tenuifolia Spreng.
- Ambrosia tomentosa Nutt.
- Ambrosia trifida L.

Selon GRIN :
- Ambrosia acanthicarpa Hook.
- Ambrosia ambrosioides (Delpino) W.W. Payne
- Ambrosia arborescens Mill.
- Ambrosia artemisiifolia L. - Ambroisie à feuilles d'armoise
- Ambrosia bidentata Michx.
- Ambrosia chamissonis (Less.) Greene
- Ambrosia cheiranthifolia A. Gray
- Ambrosia confertiflora DC.
- Ambrosia cumanensis Kunth
- Ambrosia deltoidea (Torr.) W.W. Payne
- Ambrosia dumosa (A. Gray) W.W. Payne
- Ambrosia eriocentra (A. Gray) W.W. Payne
- Ambrosia grayi (A. Nelson) Shinners
- Ambrosia hispida Pursh
- Ambrosia linearis (Rydb.) W.W. Payne
- Ambrosia maritima L.
- Ambrosia monogyra (Torr. & A. Gray) Strother & B.G. Baldwin
- Ambrosia peruviana Willd.
- Ambrosia psilostachya DC.
- Ambrosia pumila (Nutt.) A. Gray
- Ambrosia salsola (Torr. & A. Gray) Strother & B.G. Baldwin
- Ambrosia tenuifolia Spreng.
- Ambrosia tomentosa Nutt.
- Ambrosia trifida L.